# 太子婴
韩婴（？—前300年），字伯婴，战国时代韩国韩襄王的太子。
前302年，韩太子婴在临晋之会后受父亲委派到秦国朝拜秦昭襄王。前300年，太子婴去世，公叔支持公子咎、公仲朋支持公子虮虱，兄弟争位。《战国策》记载，公子咎、公子几瑟在韩婴在世时就开始争位。